# La visita de la vieja dama (ópera)
La visita de la vieja dama (título original en alemán, Der Besuch der alten Dame) es una ópera en tres actos con música de Gottfried von Einem y libreto en alemán de Friedrich Dürrenmatt, basado en su obra homónima: La visita de la vieja dama. Se estrenó en la Ópera Estatal de Viena el 23 de mayo de 1971, con Horst Stein dirigiendo y Christa Ludwig en el rol principal.
Es una ópera poco representada en la actualidad; en las estadísticas de Operabase aparece con sólo una representación en el período 2005-2010, siendo la primera de Gottfried von Einem.

## Personajes
| Personaje                            | Tesitura          | Reparto del estreno 23 de mayo de 1971 (Director: Horst Stein) |
| ------------------------------------ | ----------------- | -------------------------------------------------------------- |
| Claire Zachanassian, multimillonaria | mezzosoprano      | Christa Ludwig                                                 |
| Su marido n.º 7                      | actor             | Wolfgang Peschel                                               |
| Su marido n.º 9                      | tenor             | Elmar Brenneis                                                 |
| El carnicero                         | tenor de carácter | Heinz Zednik                                                   |
| Toby, Roby, mascando chicle          | actores           | Erich Trachtenberg, Klaus Peters                               |
| Koby, Loby, ciegos                   | tenores           | Karl Terkal, Fritz Sperlbauer                                  |
| Alfred Ill                           | barítono alto     | Eberhard Wächter                                               |
| Su esposa                            | soprano lírica    | Emmy Loose                                                     |
| Su hija                              | mezzosoprano      | Laurence Dutoit                                                |
| Su hijo                              | tenor             | Ewald Aichberger                                               |
| El alcalde                           | heldentenor       | Hans Beirer                                                    |
| El predicador                        | bajo-barítono     | Manfred Jungwirth                                              |
| El maestro                           | barítono          | Hans Hotter                                                    |
| El doctor                            | barítono          | Siegfried Rudolf Frese                                         |
| El policía                           | bajo-barítono     | Alois Pernerstorfer                                            |
| Primera mujer                        | soprano           |                                                                |
| Segunda mujer                        | soprano           |                                                                |
| Hofbauer, ciudadano                  | tenor             |                                                                |
| Helmesberger, ciudadano              | barítono          |                                                                |
| Maestro de estación                  | bajo-barítono     |                                                                |
| Conductor de tren                    | bajo-barítono     |                                                                |
| Conductor                            | tenor             |                                                                |
| Reportero                            | papel hablado     |                                                                |
| Cameraman                            | bajo              |                                                                |
| Una voz                              | tenor             |                                                                |
| Coro: ciudadanos de Güllen           |                   |                                                                |